# Serra Fluminense

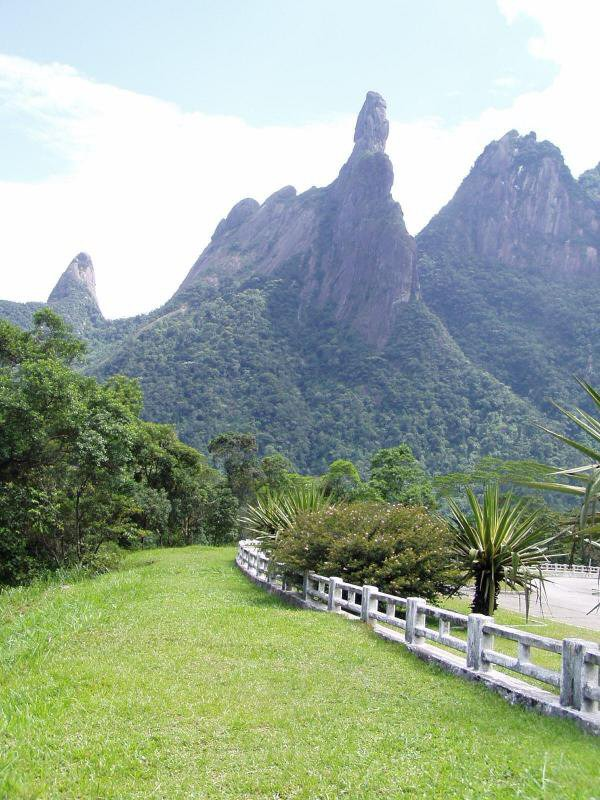
Dedo de Deus, em Teresópolis

Planalto ou Serra Fluminense é a região do estado do Rio de Janeiro entre as planícies ("baixadas") litorâneas no Norte do estado e o vale formado pelo Rio Paraíba do Sul ao longo do interior fluminense, desde a Mesorregião Sul até o Centro Fluminense, na área das Serras do Mar e da Mantiqueira. A região possui uma forte herança européia, refletida na grande maioria de suas construções como casas e prédios, provinda da colonização local no século XIX.

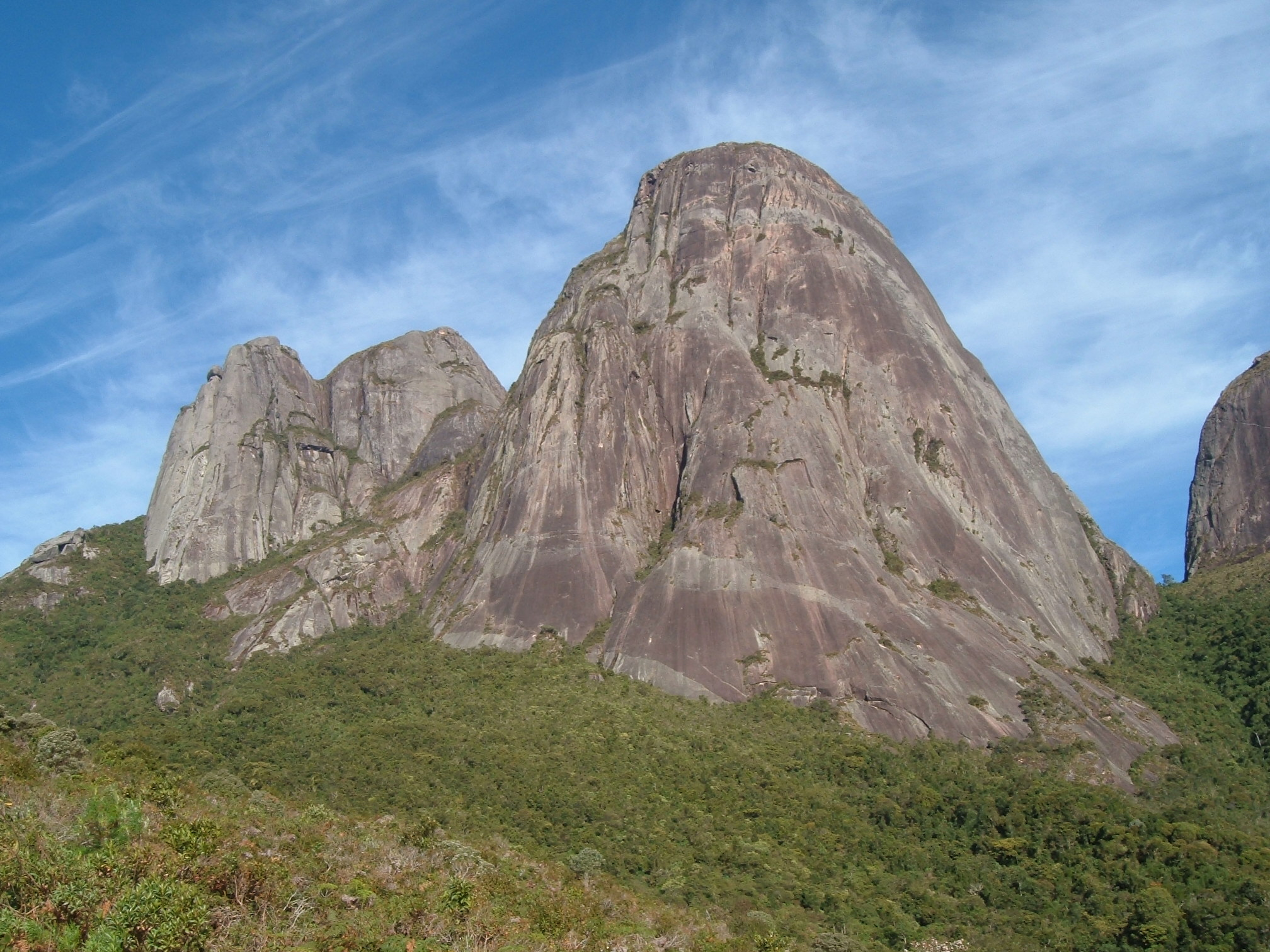
Parque Estadual dos Três Picos em Nova Friburgo.

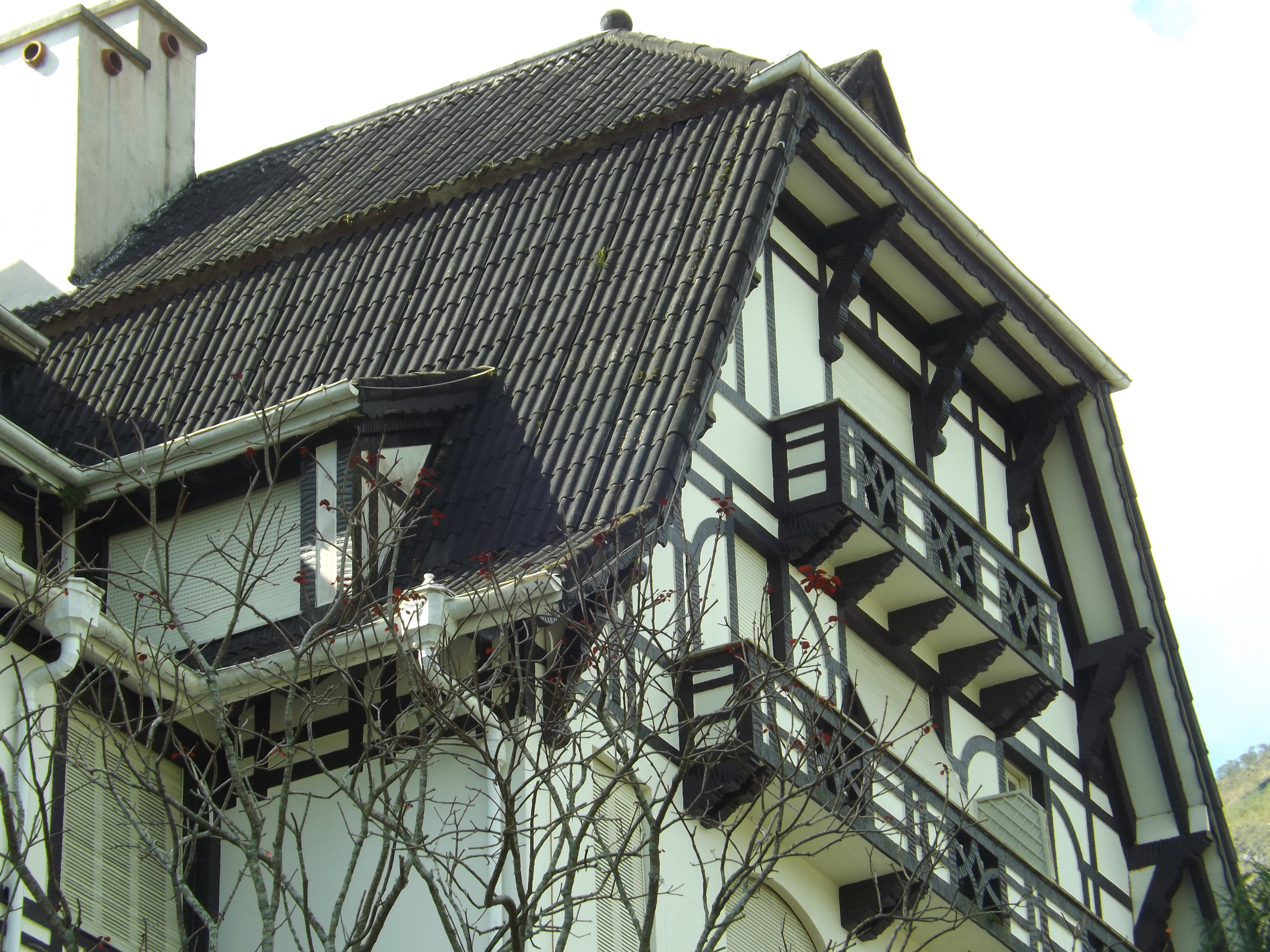
Hotel Quitandinha, em Petrópolis

O clima é tropical de altitude em partes da serra e pode variar a subtropical, com temperatura média anual de 18°C e altitudes que podem passar dos 2 300 metros, tendo, como seu pontos culminantes, o Pico Maior de Friburgo, na cidade de Nova Friburgo, com 2 316 metros. É a região mais fria do RJ e uma das mais frias da região Sudeste.[carece de fontes?]

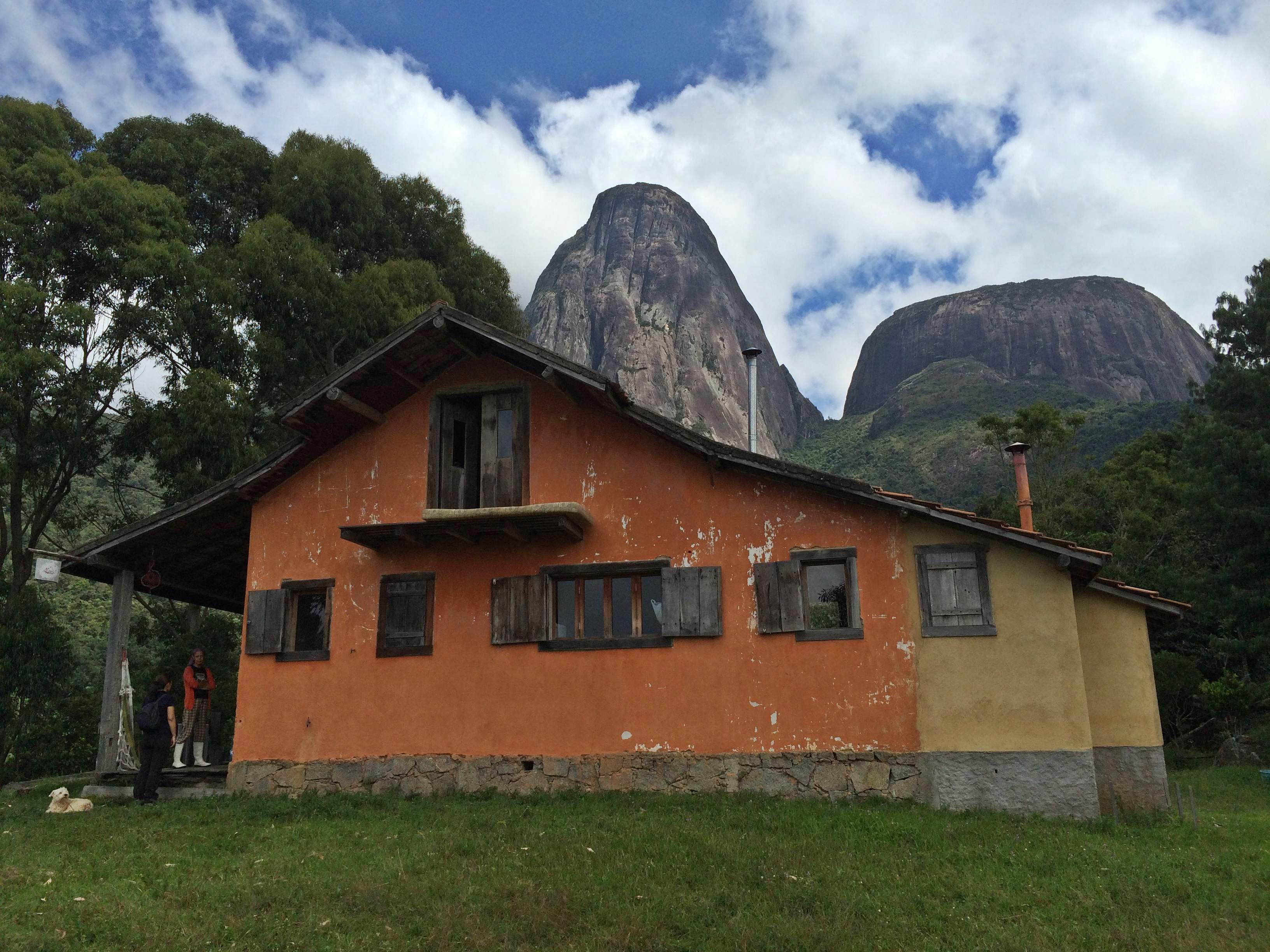
Casa típica da região, localizada no Parque dos Três Picos em Nova Friburgo

A altitude média da Região Serrana do Estado do Rio varia de 300 a quase 2 800 metros. A geada é comum nas regiões acima de 1 000 metros e nas áreas rurais. A temperatura pode ficar abaixo de 0 °C nas zonas rurais dos municípios principalmente.
A região foi inicialmente povoada por portugueses, depois de se tornar um refúgio de descanso e de veraneio da Família Imperial. Os suíços e alemães tem forte cultura na região principalmente em Nova Friburgo. Já nas cidades de Petrópolis e Teresópolis, a influência provém dos alemães, dos ingleses e dos portugueses. 

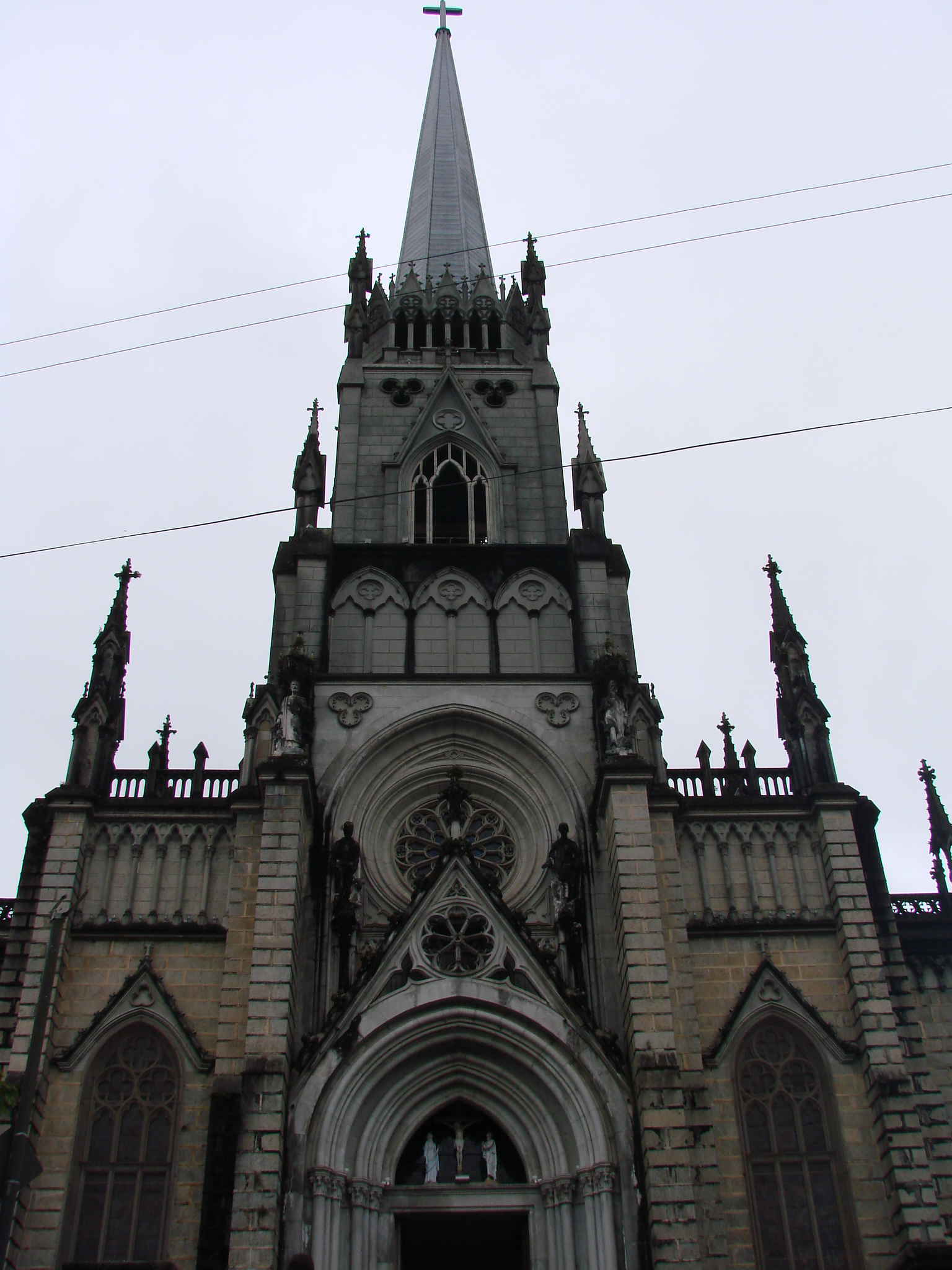
Catedral de São Pedro de Alcântara em Petrópolis, local de forte influencia germânica